# Headley Grange Studios
Headley Grange Studios é um estúdio de gravação localizado na Inglaterra, já usado por artistas como Fleetwood Mac, Led Zeppelin e muitos outros.